# Biblioteca Angelica
De Biblioteca Angelica is een wetenschappelijke bibliotheek te Rome. De bibliotheek werd gesticht in 1604 en is genoemd naar de stichter, kardinaal Angelo Rocca (1546-1620).
Na de Bodleian Library in Oxford is de Biblioteca Angelica de oudste openbare bibliotheek van Europa. De bibliotheek is vanaf het begin gevestigd aan de Piazza Sant'Agostino nabij de Piazza Navona, direct naast het augustijnenklooster. Angelo Rocca was zelf augustijn en droeg zijn eigen bibliotheek over aan de augustijnen met de bepaling dat de bibliotheek voor iedereen toegankelijk zou zijn. In 1661 verkreeg de bibliotheek een grote verzameling boeken van Lucas Holstein, de toenmalige bibliothecaris van de Biblioteca Apostolica Vaticana. Ook de verzameling boeken van kardinaal Domenico Passionei kwam in 1762 in de Biblioteca Angelica terecht. Passionei was pauselijk legaat geweest in vele Europese landen en zijn verzameling documenteert vooral de verspreiding van het jansenisme.
In 1873, na de totstandkoming van de Italiaanse staat, werd de bibliotheek door de staat geconfisqueerd. De Biblioteca Angelica behoort sindsdien met de Biblioteca Casanatense en de Biblioteca Vallicelliana - gevestigd naast de Chiesa Nuova - tot de groep van de Romeinse biblioteche statali. De bibliotheek valt sinds 1975 onder het Ministero per i Beni e le Attività Culturali. In de bibliotheek is verder sinds 1940 de Accademia letteraria dell'Arcadia ondergebracht.
De collectie van de Biblioteca Angelica is met 180.000 boeken relatief klein. Tot de belangrijkste boeken behoren de Codex Angelicus, een vroeg handschrift van het Nieuwe Testament, meer dan 1100 incunabelen en duizenden geografische kaarten.